# Холодар Галина Антонівна
Холодар Галина Антонівна (29 вересня 1930, Київ — 11 вересня 2007) — український фізик, педагог, доктор фізико-математичних наук, професор, лауреат Державної премії в галузі науки і техніки УРСР (1987).

## Біографія
В 1953 році закінчила Київський державний університет. Під час навчання активно займалася спортом, була багаторазовою чемпіонкою університету з художньої гімнастики, членом збірної УРСР, чемпіонкою СРСР в спортивному товаристві «Наука» (1955).
Працювала в Київському державному університеті імені Тараса Шевченка на кафедрі фізики напівпровідників старшим лаборантом, асистентом, старшим викладачем, доцентом, професором. У 1966 році захистила кандидатську дисертацію, а у 1984 — докторську дисертацію на тему «Электрически активные собственные дефекты в неметаллических кристаллах». Читала курси лекцій: «фізика напівпровідників», «фізика твердого тіла», «технологія напівпровідникових матеріалів та приладів», «радіаційна фізика напівпровідників», «статистика електронів та дефектів в напівпровідниках».

## Наукові праці
Автор і співавтор понад 100 наукових праць, трьох монографій та двох навчальних посібники, має 8 авторських свідоцтв.
Основні праці: 
- Статистическое взаимодействие электронов и дефектов в полупроводниках. К., 1969 (в соавторстве);
- Радиационная фізика полупроводников. К., 1979 (в соавт.);
- Quasichemical reactions involving point defects in irradiated semiconductors // Phys / Radiat. Eff. Cryst. Amsterdam ea., 1986 (in co-authorship);
- Elektrical properties of silicon with divacancies // Phys. status solidi (a), 1975. 30 (in co-authorship);
- Образование точечных дефектов в кремнии под действием лазерного импульса подпороговой интенсивности // Труды Межд. конф. по радиационной физике полупроводников и родственных материалов. Тбилиси, 1979 (в соавторстве).

## Відзнака
У 1987 році за цикл робіт «Ефекти самовпливу та самоорганізації при формуванні упорядкованих дефектних і домішкових структур у твердих тілах» отримала звання лауреата Державної премії України в галузі науки і техніки у складі авторського колективу.